# RMF FM
RMF FM (від Radio Muzyka Fakty) — перша польська комерційна радіостанція з центром мовлення у Кракові, яка мовить у форматі AC. Входить до медіагрупи «Grupa RMF».
Цільова аудиторія станції — слухачі, віком 25–39 років.
«RMF FM» належить холдингу «Grupa RMF» (колишня «Broker FM»). З 27 жовтня 2006 року основним акціонером холдингу є німецька компанія «Bauer Media Invest GmbH». Засновником та президентом радіостанції протягом тривалого часу був Станіслав Тичинський . З березня 2004 року по червень 2009 року президентом був Казимеж Грудек. З 10 червня 2009 року президентом RMF FM є Тадеуш Солтис.
Стала правонаступницею створеної у 1981 році радіостанції «Radio Solidarność Małopolska». 9 червня 1989 року разом із групою активістів «Солідарності» Станіслав Тичинський заснував Краківський фонд суспільних комунікацій, спрямований на «сприяння вільній суспільній комунікації, надійній та об'єктивній інформації та вільному вираженню думок і поглядів».
Перша заявка на отримання радіочастоти та ліцензії була подана в листопаді 1989 року, однак була відхилена. Незабаром після цього було подано другий запит на ретрансляцію французької програми «FUN Radio», посилаючись на подібні трансляції телевізійних програм у Кракові. В результаті аявку прийняли, і станція отримала частоту 70,06 МГц.
Радіостанція вперше вийшла в ефір 15 січня 1990 року як «Radio Małopolska Fun». У 1994 році здійснено ребрендинг на «Radio Muzyka Fakty», однак абревіатура «RMF» надалі залишається позивним станції.
За даними опитування «Radio Track» (зробленим «Millward Brown SMG / KRC»), частка «RMF FM» в польському радіоефірі у період з січня по березень 2017 року у віковій групі 15-75 років становила 24,8%, що зробило станцію лідером радіоринку у Польщі.

## Мережа
| - Бялогард/Славобоже – 96,4 MHz - Білосток/Криниці – 100,2 MHz - Бельсько-Бяла/г. Клімчок – 89,2 MHz - Солина/г. Явор – 101,1 MHz - Бидгощ/Тшецевець – 93,3 MHz - Ченстохова/Вренчиця – 105,9 MHz - Демблін/Рики – 93,6 MHz - Добромеж – 97,1 MHz - Ельблонг/Димар «ENERGA» – 92,6 MHz - Елк/Ораче – 106,5 MHz - Гданськ/Хващино – 98,4 MHz - Гіжицько/Мілкі – 102 MHz - Голаньч поблизу Вонгровця – 91,7 MHz - Ґожув-Велькопольський/Яніце – 96,1 MHz - Ілава/Кіселіце – 107,4 MHz - Єленя-Ґура/Шнєжне Котли – 100,8 MHz - Каліш/Мікстат – 98,0 MHz - Катовиці/Мисловиці – 93,0 MHz - Кельці/Лиса гора – 88,2 MHz - Ключборк/Елеватор «Polskie Młyny» – 99,5 MHz - Клодзько/Чарна Гура – 101,6 MHz - Конін/Жулвенець – 98,9 MHz - Кошалін/Ґолоґура – 89,3 MHz - Кошалін/Гура Хелмська – 104,9 MHz - Краків/Метнюв – 96,0 MHz - Криниця-Здруй – 105,9 MHz - Легниця – 96,1 MHz - Лежайськ/Ґідлярева – 101,8 MHz - Лемборк/Скурово – 103,4 MHz - Любань/Нова Карчма – 93,8 MHz | - Люблін/Пяски – 89,3 MHz - Лобез/Топожик – 91,3 MHz - Лодзь/Димар ТЕЦ Лодзь-3 – 93,5 MHz - Ольштин – 95,3 MHz - Ополе/Хшелиці – 95,3 MHz - Остроленка/Лави – 91,5 MHz - Піла/Русіново – 96,6 MHz - Плоцьк/Рахоцин – 94,3 MHz - Польковіце/Димар ТЕЦ-2 – 88,2 MHz - Познань/Ґура – 94,6 MHz - Познань/ПЕУ – 91,5 MHz - Перемишль – 103,4 MHz - Рабка-Здруй/Любонь Велкі – 104,7 MHz - Коросно/Чорноріки – 100,1 MHz - Седльці/Хотиче – 91,9 MHz - Слупськ/Димар ТЕЦ Sydkraft – 100,9 MHz - Сувалки/Єленево – 95,1 MHz - Щавниця/г. Пжегиба – 103,2 MHz - Щецин/Колово – 106,7 MHz - Свіноуйсьце – 101,2 MHz - Тарнів/Завада – 95,4 MHz - Валбжих/Щавно-Здруй – 102,9 MHz - Варшава (Rondo 1) – 90,6 MHz - Варшава/Рашин – 91,0 MHz - Вроцлав/Журавіна – 92,9 MHz - Закопане/г. Губалувка – 101,8 MHz - Замостя/Тарнаватка – 107,7 MHz - Зелена Гура/Ємйолув – 106,4 MHz - Жагань/Віхув – 94,8 MHz |

## Галерея
|                           |
| Студія звукозапису RMF FM |

|                       |
| Музична студія RMF FM |

|                       |
| Музична студія RMF FM |

|              |
| Студія новин |

|              |
| Студія новин |